# Häxprocessen i Roermond
Häxprocessen i Roermond var en häxprocess som ägde rum i Roermond i Spanska Nederländerna (Belgien). Det var den största häxprocessen i Belgien, och ledde till avrättningen av sextiofyra personer. 